# Johann Baptist Straub
Johann Baptist Straub (gedoopt Wiesensteig, 1 juni 1704 - München, 15 juli 1784) was een Duitse beeldhouwer.

## Leven en werk
Straub was een zoon van Johann Georg Straub en Anna Maria Baumeister. Hij stamt uit een beeldhouwersfamilie, zijn vader en broers Philipp Jakob, Josef en Johann Georg jr. waren beeldhouwers. Hij leerde de beginselen van het vak van zijn vader. Vanaf 1722 was hij leerling van hofbeeldhouwer Gabriel Luidl in München. In 1726 vertrok hij naar Wenen, waar hij werkte in de omgeving van Ignaz Gunst, Christoph Mader, Galli Bibienna, Joseph Emanuel Fischer von Erlach en Raphael Donner en zijn eerste grotere werken maakte.
In 1734 keerde hij op uitnodiging van de hofbeeldhouwer Andreas Faistenberger terug naar München. Straub werd 7 juni 1737 door keurvorst Karl Albrecht van Beieren benoemd tot hofbeeldhouwer. In datzelfde jaar trouwde hij met een dochter van Franz Xaver Späth. Staubs atelier in München was het belangrijkste van zijn tijd. Leerlingen van hem waren onder anderen zijn oomzegger Franz Xaver Messerschmidt en Ignaz Günther.
Straub voorzag veel kerken en kloosters, vooral in Oberbayern, van hoogaltaren, kansels en ander beeldhouwwerk. Zijn figuren zijn veelal witgeverfd met enige verguldingen. Belangrijk werk van hem is te vinden in onder meer de Münchner Residenz, Slot Nymphenburg, de Kloosterkerk Sint-Anna (München) en de Sint-Michaëlkerk (Berg am Laim).

## Werken (selectie)
- 1726-1730 reliëfs op de twee grote zuilen van de Karlskirche in Wenen, met Johann Baptist Mader
- 1730 de preekstoel Schwarzspanierstrasse Kerk Wenen (in de parochiekerk Laxenburg )
- 1738-1739 hoogaltaar van de Kloosterkerk Sint-Anna (München)
- 1739-41 zijaltaren en de preekstoel van de Marienmünster in Dießen am Ammersee
- 1741 tabernakel van de kloosterkerk Fürstenzell
- 1745 Rechter zijaltaar van de kerk van Onze-Lieve-Vrouw in Gauting
- 1748-57 zijaltaren van de kloosterkerk van Reisach
- 1750 altaren van de kerk van klooster Andechs
- 1752 hoogaltaar van de parochiekerk van Bichl
- 1752-59 hoogaltaar van St. Okinawa in Grafrath
- 1755-64 preekstoel en altaren van de kerk van klooster Schäftlarn
- 1757-65 preekstoel en altaren van de Abdij van Ettal
- 1767 hoogaltaar van Sint-Michaëlkerk (Berg am Laim)
- 1770-73 hoogaltaar van Sint-Joriskerk (München)

## Galerij

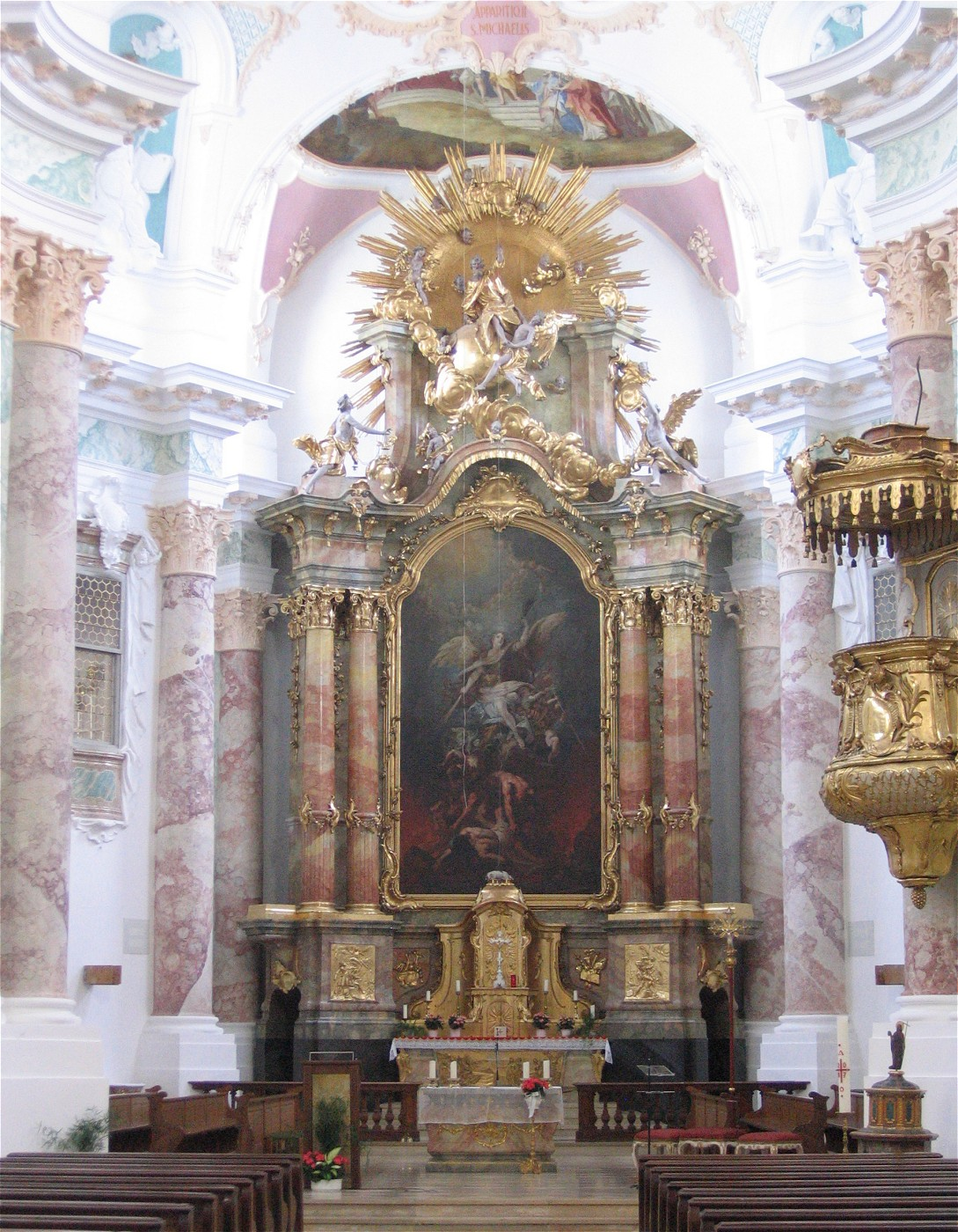
hoogaltaar van de Sint-Michaëlkerk (Berg am Laim)
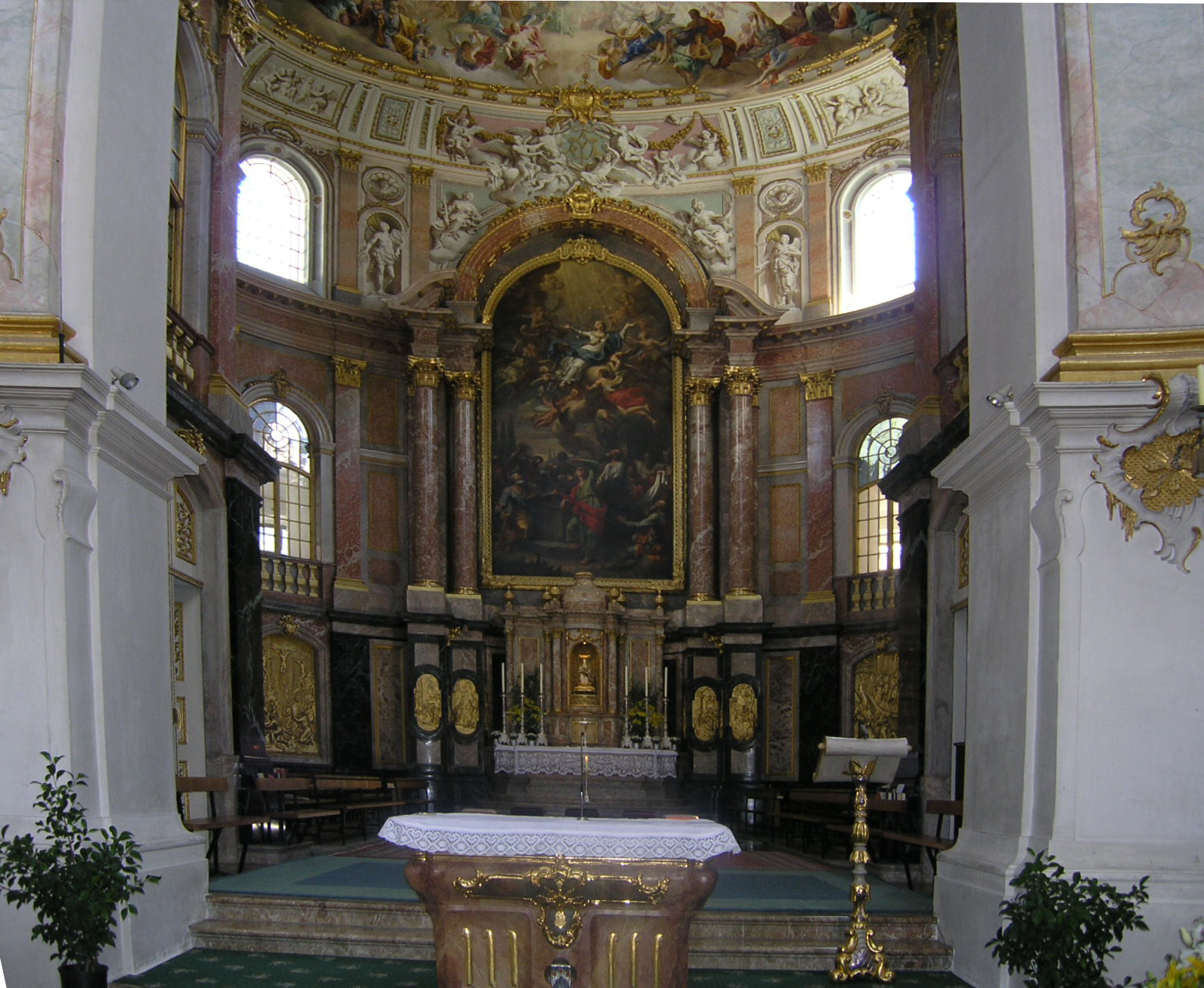
altaar van de Abdij van Ettal
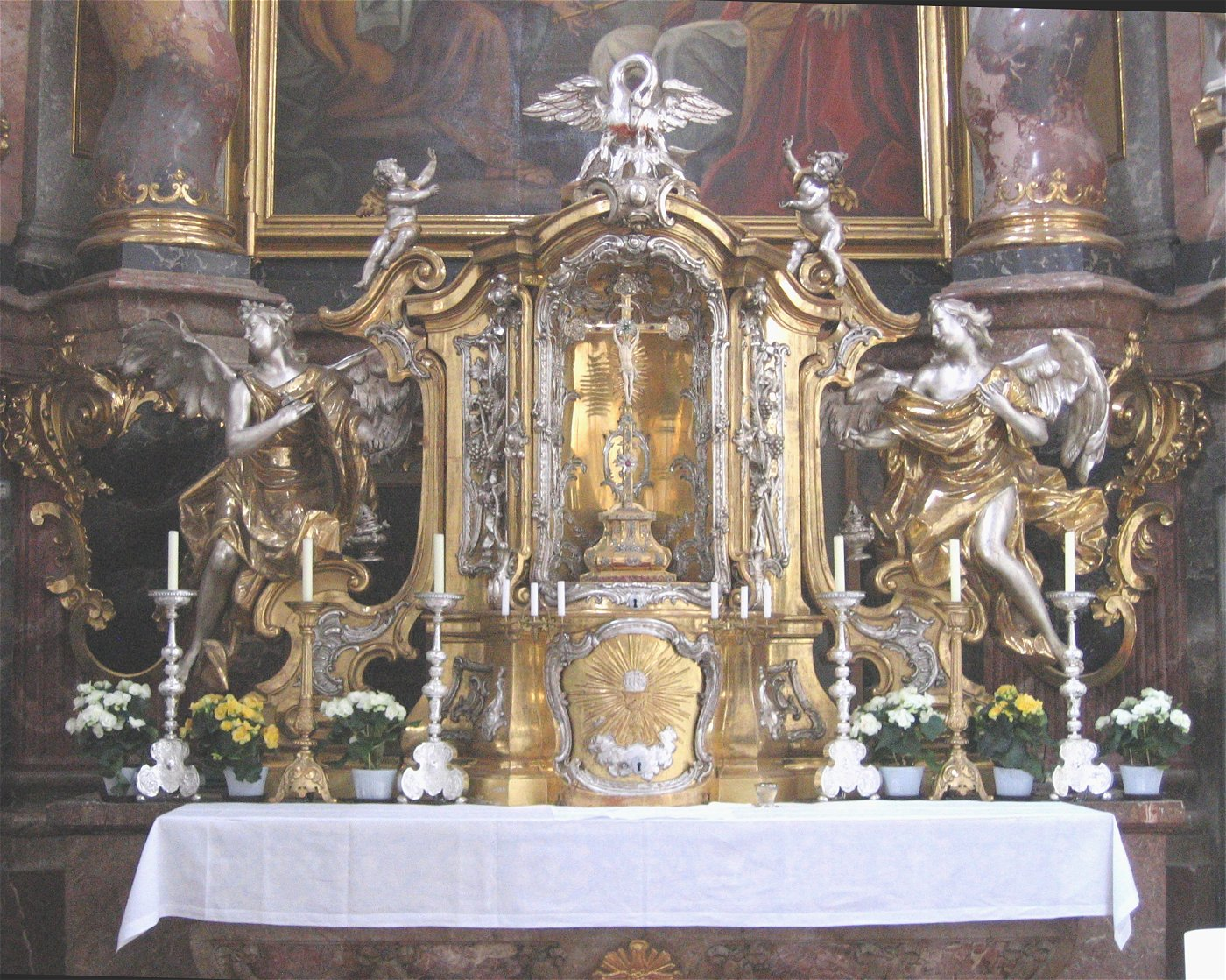
tabernakel van de Kloosterkerk Sint-Anna (München)
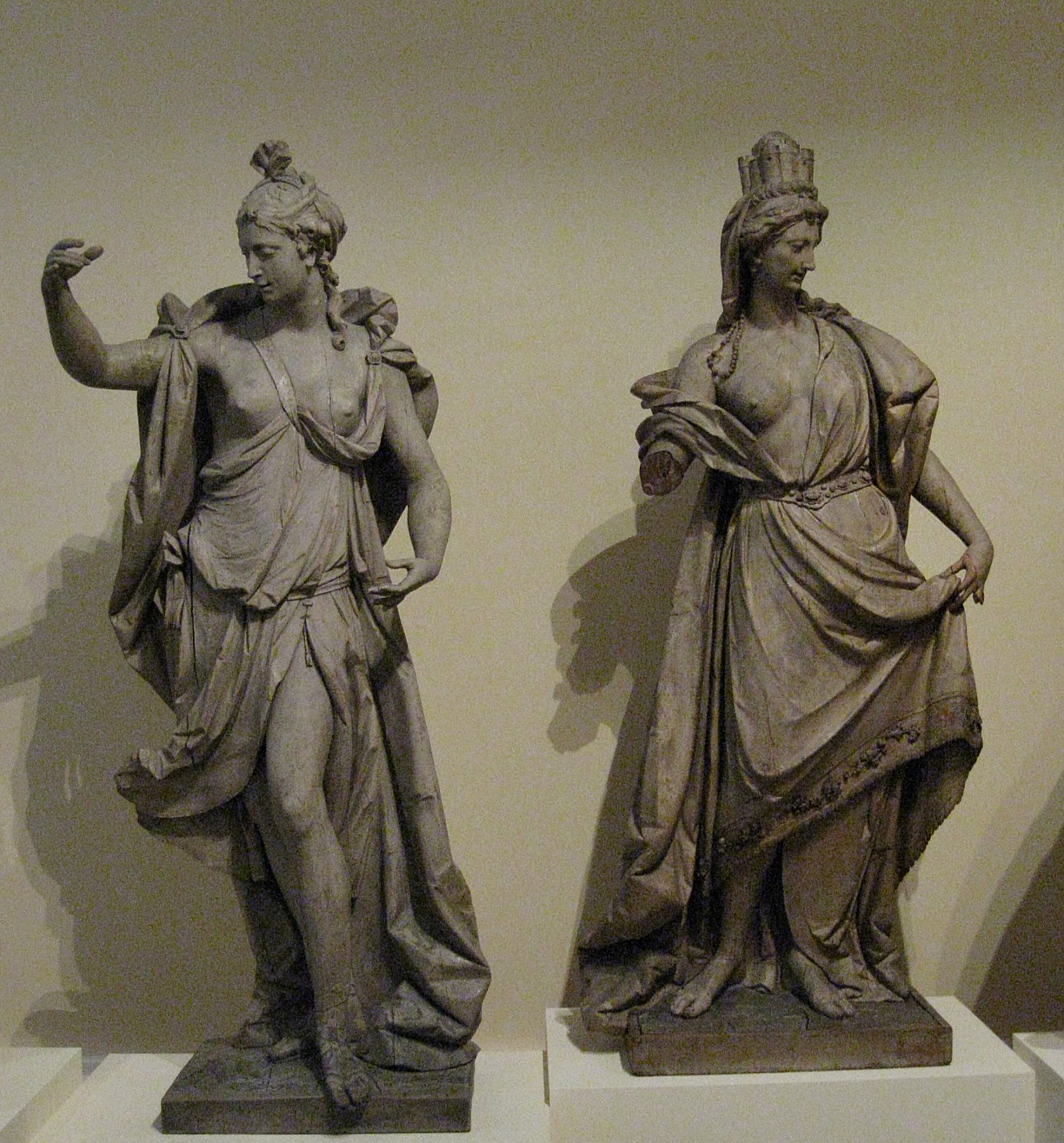
Hebe en Cybele in het Bayerisches Nationalmuseum in München